# Colonna di Alessandro

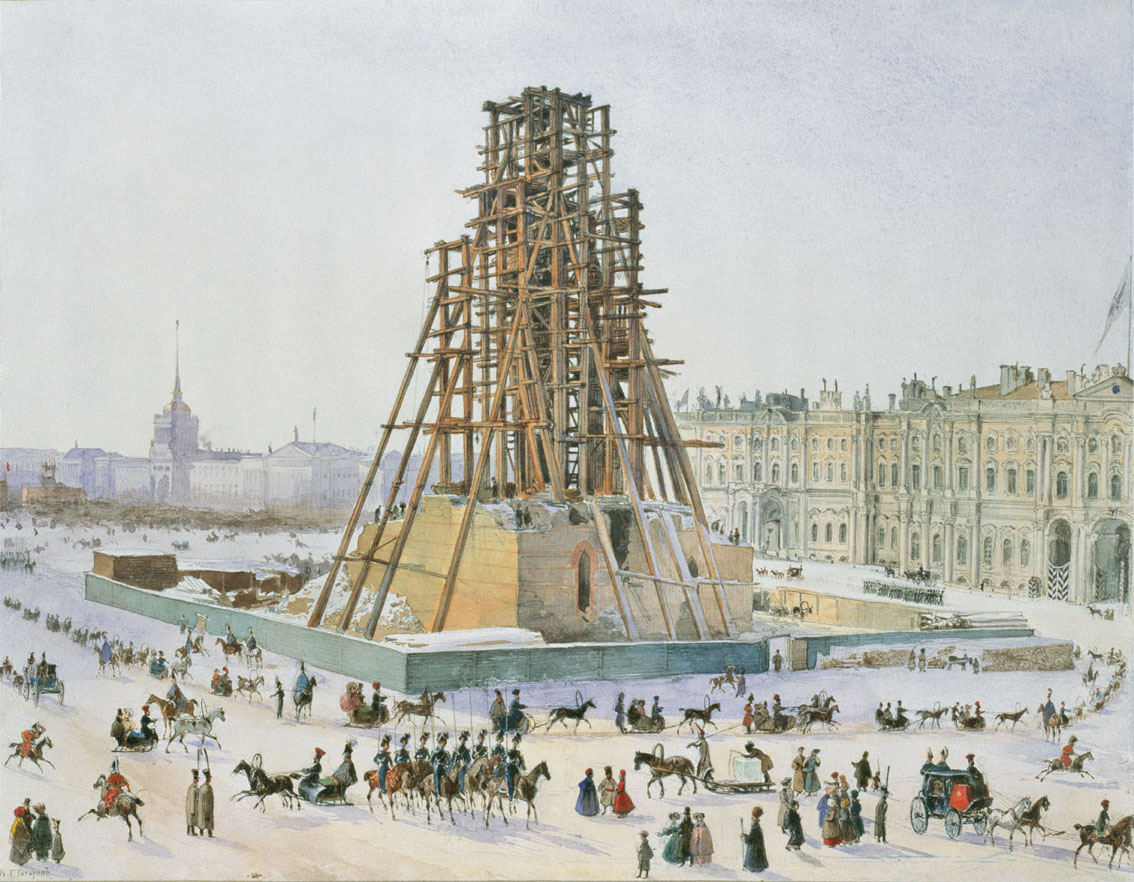
L'impalcatura per l'erezione della colonna in un disegno dell'epoca.

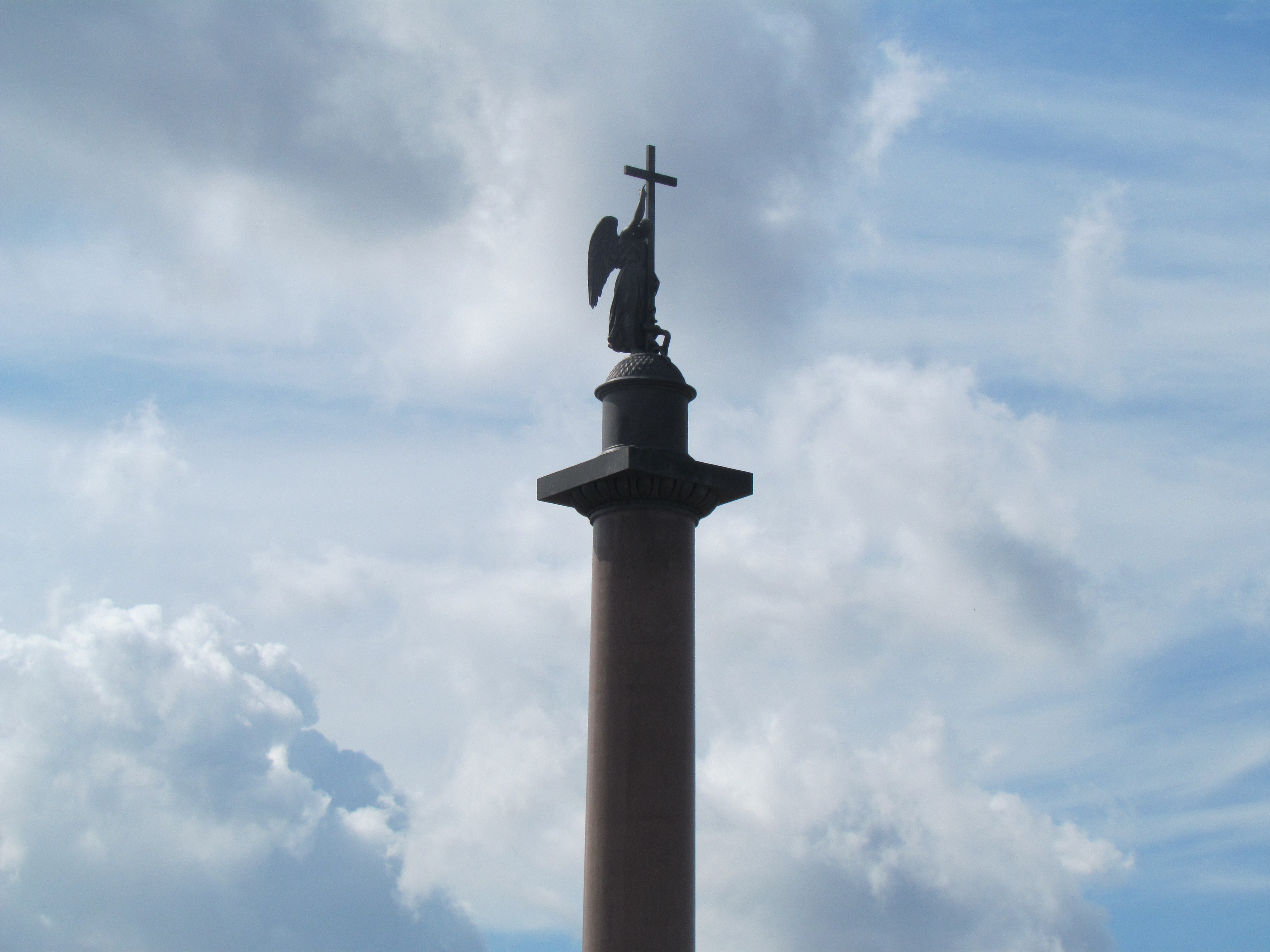
La statua posta sulla cima della colonna

La colonna di Alessandro (in russo Александровская колонна?, Aleksandrovskaja kolonna), detta anche colonna Alessandrina, è un celebre monumento di San Pietroburgo che si erge al centro della piazza del Palazzo, di fronte al palazzo d'Inverno.
Fu costruita tra il 1830 e il 1834 per celebrare la vittoria dello zar Alessandro I contro l'armata di Napoleone nella campagna di Russia del 1812. Progettata dall'architetto francese Auguste de Montferrand e costruita dall'architetto svizzero-italiano Antonio Adamini, fu inaugurata il 30 agosto 1834.
Il monumento è costituito da una colossale colonna monolitica di granito rosso finlandese di sezione circolare, con altezza di 25,5 metri e diametro medio di 3,38 metri (3,66 m alla base e 3,20 alla sommità), poggiante su di un grande piedistallo a base quadrata. 
La colonna è sormontata da un angelo in bronzo che regge una croce latina, opera dello scultore russo Boris Orlovskij, con le sembianze dello zar Alessandro I. L'intero monumento, tra piedistallo, colonna e statua, è alto 47,5 metri.
La sola colonna pesa circa 600 tonnellate, mentre il peso complessivo è stimato in 710 tonnellate. Si tratta del più alto monumento al mondo eretto senza supporti (è semplicemente appoggiata sul piedistallo) ed uno dei più grandi monoliti eretti dall'uomo.
Il piedistallo reca l'iscrizione «Ad Alessandro I la Russia riconoscente» ed è decorato da bassorilievi con allegorie di vittorie militari, opera degli scultori russi P. V. Sintsov e J. Lepp sulla base di disegni di Giovanni Battista Scotti. La fondazione del piedistallo è costituita da 1.250 pali di 6 metri di lunghezza ciascuno.
Per trasportare la colonna attraverso il golfo di Finlandia fu necessario costruire una apposita imbarcazione, che fu trainata per circa 100 km da due piroscafi. Anche i lavori per lo spostamento via terra, prima verso il porto di imbarco e poi verso il centro di San Pietroburgo, furono per quei tempi una notevole impresa ingegneristica. Una volta arrivata sul posto, la colonna fu eretta in sole due ore senza l'aiuto dei moderni mezzi tecnici, sotto la direzione dello scozzese William Handyside e grazie al lavoro di circa 3.000 uomini.